# Khemkaran
Khemkaran (o Khem Karan) è una suddivisione dell'India, classificata come nagar panchayat, di 11.938 abitanti, situata nel distretto di Amritsar, nello stato federato del Punjab. In base al numero di abitanti la città rientra nella classe IV (da 10.000 a 19.999 persone).

## Geografia fisica
La città è situata a 31° 8' 34 N e 74° 34' 0 E e ha un'altitudine di 194 m s.l.m..

## Società

### Evoluzione demografica
Al censimento del 2001 la popolazione di Khemkaran assommava a 11.938 persone, delle quali 6.622 maschi e 5.316 femmine. I bambini di età inferiore o uguale ai sei anni assommavano a 1.804, dei quali 986 maschi e 818 femmine. Infine, coloro che erano in grado di saper almeno leggere e scrivere erano 5.661, dei quali 3.582 maschi e 2.079 femmine.